# Kajewskiella polyantha
Kajewskiella polyantha är en måreväxtart som beskrevs av M.E. Jansen. Kajewskiella polyantha ingår i släktet Kajewskiella och familjen måreväxter. Inga underarter finns listade i Catalogue of Life.